# Friedrich Brühne
Friedrich Brühne (né le 20 août 1855 à Bringhausen et mort le 27 mai 1928 à Francfort-sur-le-Main) est un homme politique allemand (SPD).

## Biographie
Friedrich Brühne est le fils d'un petit fermier. Après avoir étudié à l'école primaire, Brühne reçoit une formation de cordonnier. En 1876, il devient membre du Parti social-démocrate d'Allemagne (SPD). En 1898, il est nommé à la commission de contrôle de son parti. Un an plus tard, Brühne prend sa première fonction publique en devenant conseiller municipal du SPD à Francfort-sur-le-Main.
De 1893 à 1898 et de 1907 à 1919, Brühne est député du Reichstag en représentant la 1re circonscription de Wiesbaden. Après la révolution de novembre 1918, il siège de janvier 1919 à juin 1920 en tant que membre de l'Assemblée nationale de Weimar, dans laquelle il représente la 19e circonscription (province de Hesse-Nassau).